# Claes Hakenäs
Claes Hakenäs, född 1948, är en svensk bildkonstnär verksam i Göteborg. 

## Biografi
Claes Hakenäs föddes 1948 och är bosatt i Göteborg. Han utbildade sig vid Konsthögskolan Valand i Göteborg mellan 1970 och 1975.  

## Konstnärskap
Hakenäs arbetar huvudsakligen med olja och tempera. Hans måleri kännetecknas av ett spel mellan ljus och form där gränserna mellan himmel och hav ofta suddas ut. Byggnader och berg fungerar som struktur och kontrast till det atmosfäriska ljuset. Han har även arbetat som scenograf vid Göteborgs stadsteater under 1980- och 1990-talen. Hans konstnärskap och roll i Göteborgs konstliv under denna period är behandlat i Skiascope, en publikation från Göteborgs konstmuseum och Göteborgs universitet.

## Separatutställningar i urval[1][2][4]
- 1980, 1982, 1985 – Galleri Garmer, Göteborg
- 1984 – Galleri Händer, Malmö
- 1985 – Varbergs Konstförening
- 1987 – Galleri Doktor Glas, Stockholm
- 1990 – Skånes Konstförening
- 1990 – Galleri Gullmaren, Skredsvik
- 1991, 1993 – Galleri 33, Göteborg
- 1992 – Galleri Konst och Form, Uddevalla
- 1995 – Galleri Baccus, Borås
- 1997 – Christina Höglund Galleri, Stockholm
- 1997 – Bohus Galleriet, Uddevalla
- 1998 – Galleri Konstepidemin, Göteborg
- 2001, 2005, 2009, 2011, 2014, 2019, 2023 – Galleri Ohlsson och Uddenberg, Göteborg
- 2002 – Blå Huset Konstepidemin, Göteborg
- 2002 – Galleri Palm, Falsterbo
- 2003 – Galleri Anna H, Bovallstrand
- 2003 – Skara Konstförening
- 2008 – Slottet Partille
- 2011 – Galleri Majnabbe, Göteborg
- 2022 – Färgelanda Konsthall

## Samlingsutställningar i urval[1][2][4]
Nedan listas några exempel på samlingsutställningar där Hakenäs har medverkat.
- 1992, 1993 – Sollentunamässan
- 1988–1989 – Konstepidemin, Göteborg
- 2012–2021 – Galleri Uddenberg, Göteborg
- 2029-2021 – KKV Bohuslän, Gerlesborg
- 2008 – Konst i Karlstad
- Göteborgs konsthall

## Offentliga samlingar och verk
Claes Hakenäs är representerad i offentliga samlingar, bland annat: 
- Göteborgs konstmuseum
- Statens konstråd
- Kommuner och regioner i Sverige

Bland hans offentliga verk märks: 
- Väggutsmyckning i Wallenbergssalen, Medicinareberget, Göteborg
- Entréutsmyckningar beställda av Statens konstråd
- HSB–entréer i Göteborg
- Väggmålning i matsalen på Önneredsskolan, Västra Frölunda
- Väggmålning på Sandarnas Servicehus, Göteborg